# Titán del Norte

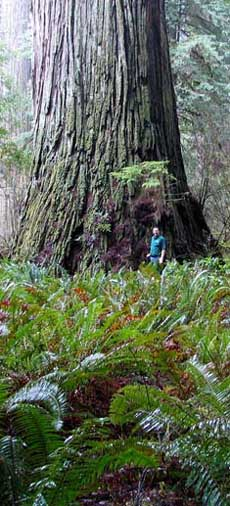
Un naturalista situado en la base de esta secuoya en el invierno de 2008.

Titán del Norte es el nombre de un ejemplar de secuoya (Sequoia sempervirens) en el Parque nacional Redwood en Del Norte County, California. Fue confirmado mediante la medición de al menos 23,7 pies (7,2 m) de diámetro y 307 pies (94 m) de altura. Medido por Stephen Sillett, que se ubica como tercero del mundo, o el cuarto más grande de la costa de Redwood, aunque una fuente lo reconoce como el más grande sobre la base de una medición de un solo tallo. Lost Monarch en el mismo parque es en realidad el más grande en volumen de madera. El segundo más grande es Ilúvatar.

## Descubrimiento
Titán del Norte fue descubierto en 1998 junto con otras secuoyas de costa en la arboleda de los Titanes. El bosque (extraoficialmente con nombre) se encuentra en Jedediah Smith Redwoods State Park. El árbol se estima que contiene 37.000 pies cúbicos (1.000 m³) de madera. Algunas informaciones sobre el bosque fue publicado por Richard Preston.
Una fuente, un especialista en árboles, confirma que Titán del Norte es parte del Bosque de los Titanes debido a la proximidad, se correlaciona con una declaración similar escrito por árbol investigador Robert Van Pelt.

## Ubicación
Ya sea en forma impresa o en Internet, imágenes, comentarios y documentos para el Titán del Norte son pocos, y de alcance limitado, porque al igual que otros titanes de la secoya, pocas personas conocen la ubicación, y ninguno de ellos abiertamente publicó un mapa o coordenadas GPS.
El Titán Del Norte está cerca de otras grandes secuoyas de costa, incluyendo algunas conocidos como el más grande de la especie con nombre: Lost Monarch, El Viejo del Norte, los Titanes gritos, Eärendil y Elwing, Stalagmight.
- Datos: Q5252954